# Pfälzische Nr. 26 bis 63
Die Pfälzischen 26 bis 63 waren Dampflokomotiven der Pfalzbahn und typische Schnellzug-Schlepptenderlokomotiven der Bauart Crampton mit der Achsfolge 2A. Beide Laufachsen waren im Hauptrahmen gelagert, die Treibachse befand sich hinter dem Stehkessel. Dadurch konnten Treibräder mit einem Durchmesser von 1830 mm eingebaut werden, ohne den Kessel höher zu legen, als es damals üblich war. Als weitere Besonderheit wies mindestens die Lokomotive „Pfalz“ bereits einen, damals nicht üblichen, Wetterschutz für Lokführer und Heizer auf.
14 Exemplare wurden von Keßler (Maschinenfabrik Esslingen) und vier von Maffei hergestellt. Die Loks von Maffei hatten das Reglergehäuse auf der Mitte des Kessels, eine größere Rauchkammer als die von Keßler, einen glatten Stehkessel und über den Zylindern angeordnete Schieberkästen. Die Loks waren mit Schlepptendern der Bauart 3 T 5 ausgestattet.
1925 wurde das erste Exemplar, PFALZ im Ausbesserungswerk Weiden nachgebaut. Dieser Nachbau steht heute als Leihgabe des Verkehrsmuseums Nürnberg im Eisenbahnmuseum Neustadt/Weinstraße.

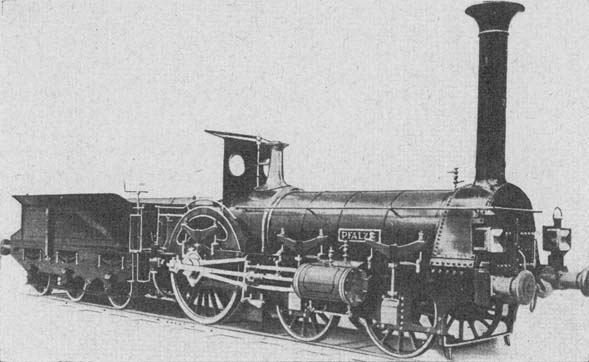
Crampton-Lokomotive „PFALZ“
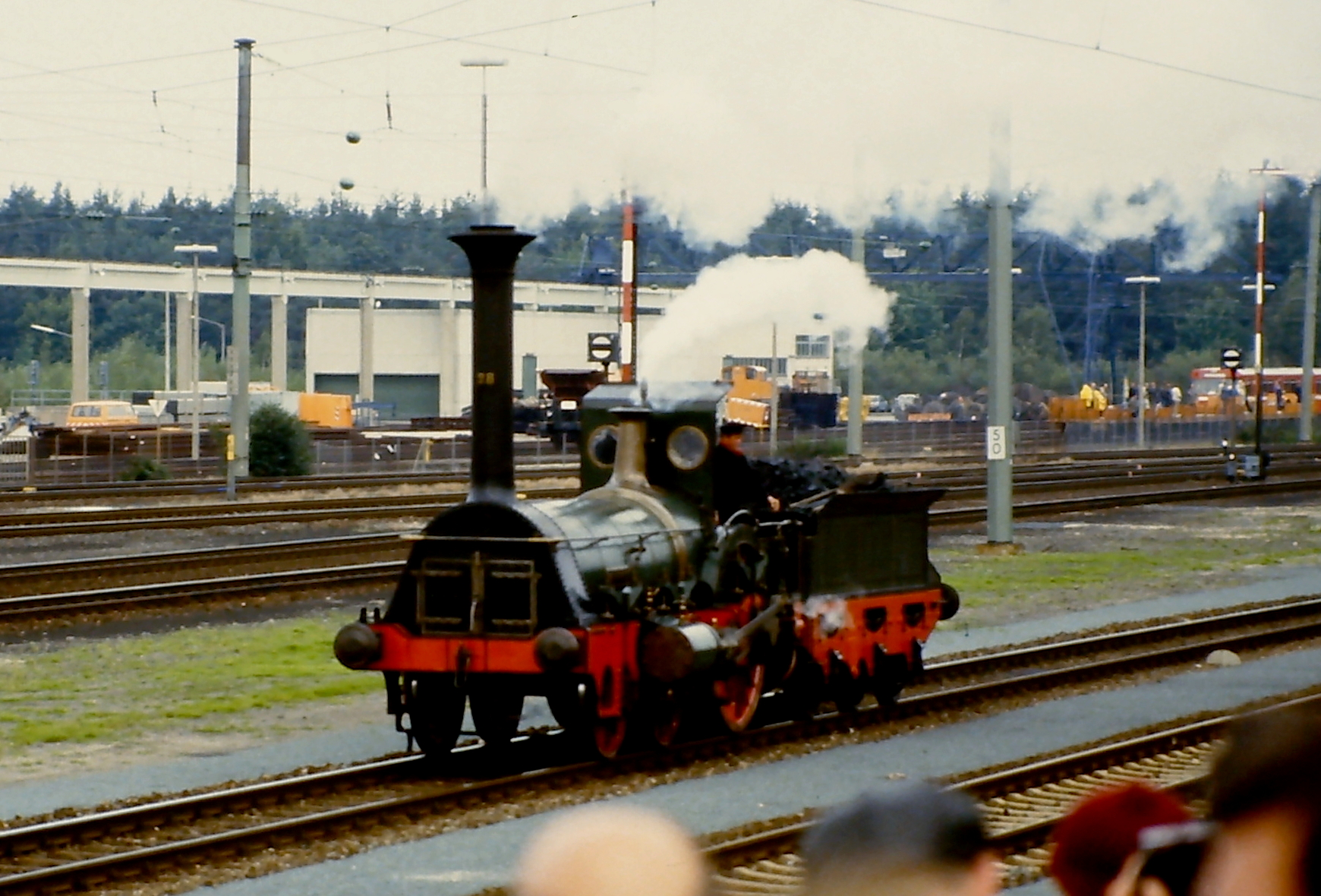
Nachbau „DIE PFALZ“ Nürnberg 1985